# Erivaldo Fagundes Neves
Erivaldo Fagundes Neves (Caetité, BA, 20 de novembro de 1946) é um pesquisador e historiador brasileiro.

## Biografia
Filho de Joaquim Fagundes Chaves e Adelina Rodrigues Neves, nasceu no então distrito de Bonito (atual município de Igaporã), então pertencente a Caetité, onde efetuou a sua formação secundária, primeiro no Colégio Diocesano do Seminário S. José, depois no Instituto de Educação Anísio Teixeira.
Foi para o estado de São Paulo, onde trabalhou numa indústria da região do ABC, de 1969 a 1970.
Mudando-se para Salvador (1971), graduou-se em História pela Universidade Católica de Salvador (1976) e efetuou as suas primeiras pesquisas, tornando-se um dos pioneiros no registro histórico de pequenas comunidades, amparando-se em farta documentação existente no Arquivo Público da Bahia. Em 2003 obteve o título de Doutor em história pela Universidade Federal de Pernambuco.
Seus trabalhos vêm influenciando a moderna historiografia, não apenas no Brasil como no exterior (a exemplo da historiadora Jane-Marie Collins, da University of Nottingham, na Grã-Bretanha).
Atualmente leciona na Universidade Estadual de Feira de Santana, na Bahia, instituição onde foi vice-reitor por uma gestão.
Em 2004 tomou posse como Acadêmico Correspondente na Academia de Letras, em sua terra natal.
É casado com Ivone Freire Costa, com quem tem dois filhos.

## Obras
Dentre as principais obras do Prof. Erivaldo, destacam-se:
- Um Comunidade Sertaneja: da Sesmaria ao Minifúndio (um Estudo de História Regional e Local)  Salvador e Feira de Santana: EDUFBA e UEFS Editora, 2008. v. 1. 386 p.
- Estrutura Fundiária e Dinâmica Mercantil: Alto Sertão da Bahia, Séculos XVIII e XIX.  Salvador e Feira de Santana: Edufba e UEFS, 2005. 290 p.
- História Regional e Local: Fragmentação e Recomposição da História na Crise da Modernidade.  Salvador: Arcádia;: Feira de Santana; UEFS, 2002. 124 p.
- Uma Comunidade Sertaneja: da Sesmaria ao Minifúndio (um Estudo de História Regional e Local).  Salvador e Feira de Santana: EDUFBA e UEFS, 1998. v. 1. 358 p.
- Dimensão Histórico-Cultural: Chapada Diamantina. Salvador: Companhia de Desenvolvimento e Ação Regional  (Cadernos CAR, 20), 1997. 102 p

- Sertões da Bahia: Formação Social, Desenvolvimento Econômico, Evolução Política e Diversidade Cultural.   Salvador: Arcádia, 2011. v. 1. 718 p.(NEVES, E. F. (Org.))
- Caminhos do Sertão: Ocupação Territorial, Sistema Viário e Intercâmbios Coloniais nos Sertões da Bahia.  Salvador: Arcádia, 2007. v. 1. 268 p.(NEVES, E. F. (Org.) ; MIGUEL, A. (Org.))
- Bambúrrios e Quimeras: Olhares sobre Lençóis (Narrativa de Garimpos e Interpretações da Cultura).  Feira de Santana: Universidade Estadual de Feira de Santana, 2002. 262 p. (NEVES, E. F. ; ARAÚJO, D. A. ; SENNA, R. S.)
- A família Cotrim: Apontamentos para uma história documentada da origem de alguns ramos em Portugal e no Brasil. Coordenação de Paulo Alcobia Neves; Autores: Paulo Alcobia Neves, Rui Manuel Dias, Erivaldo Fagundes Neves, Tiago José Silva, Alfredo Magalhães Ramalho, Marcos Cotrim de Barcellos ; Pref. Sérgio Rau Silva; Duran 1a ed, Coimbra, 2023[3][4]

## Imagens

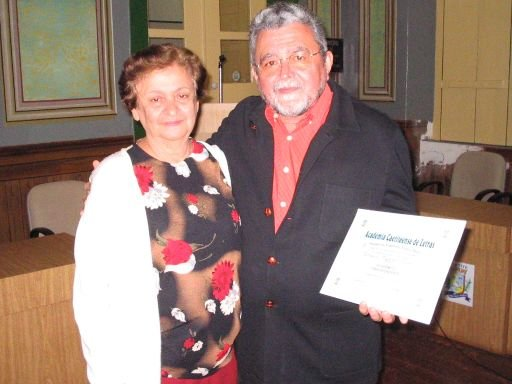